# Bill Allred
Bill Allred (* 19. November 1936 in Rock Island, Illinois; † Anfang Februar 2024) war
ein US-amerikanischer Posaunist und Orchesterleiter in den Bereichen des Dixieland Jazz und Swing.

## Biografie
Allred begann in Highschoolbands zu spielen und arbeitete zunächst auf lokaler Ebene, u. a. auf dem Manassas Jazz Festival; mit den Dixie Lads, der Wallace Davenport Jazz Band, den Johnny Wiggs Bayou Stompers und der Reedy Creek Jazz Band (mit der 1974 sein Debütalbum Reedy Creek Romp! entstand). 1971 zog er nach Florida und konzertierte häufig in Disney World. Allred ging auch mit Wild Bill Davisons All Stars auf Tour, wirkte bei dessen Timeless-Album von 1986 mit und nahm unter eigenem Namen einige Alben für Label wie Nagel-Heyer Records auf; bei seinem Album Absolutely spielte er im Duo mit dem Posaunisten Roy Williams, begleitet von einer Rhythmusgruppe aus Johnny Varro, Isla Eckinger und Butch Miles. Ferner arbeitete er mit Chuck Hedges, Danny Moss, Tom Saunders (Call of the Wild, 1995) und Ralph Sutton (Echoes of Swing, 1997). In späteren Jahren leitete er mit seinem Sohn John Allred, der ebenfalls Posaune spielt, die Classic Jazz Band, die sich dem klassischen Swing-Repertoire verbunden fühlt.

## Diskographische Hinweise
- Allred Hot and Blue (World Jazz, 1984)
- Absolutely (Nagel-Heyer, 1995)
- Versalitily (Orchard, 1999)
- The Vaché & Allred & Metz Family Jazz Band: Side by Side (Nagel-Heyer, 1998)
- Meet Me Where They Play the Blues (Sunjazz, 2002)
- 2 the Max (Sunjazz, 2003)
- Things Ain't What They Used to Be (Orchard, 2006)
- The New York Sessions (Arbors, 2010)

## Lexikalischer Eintrag
- Richard Cook, Brian Morton: The Penguin Guide to Jazz Recordings. 8. Auflage. Penguin, London 2006, ISBN 0-14-102327-9.